# ジー・ワンファイナンシャルサービス
ジー・ワンファイナンシャルサービスは、自動車関連の金融サービスを行う、中古車買い取り大手株式会社IDOMの100%子会社。

## 概要
設立当初はガリバー加盟店への資金融資などを行うグループ内部向けの金融サービス会社であったが、2004年の商号変更と共に、コンシューマー向けサービスへ本格参入。オートローンや保険商品販売、クレジットカード発行等幅広く取り扱っていたが、金融情勢の変化による事業撤退・移管などで現在は事業内容を絞り込む方向にある。

## 略歴
- 2000年3月 - ガリバー加盟店への資金融資などを行う株式会社イー・インベストメントとして設立。
- 2004年10月 - 現社名に商号変更、オートローンの販売を開始[1]。
- 2005年3月 - 株式会社アドバンテッジインシュアランスサービスと提携し、損害保険商品の販売を開始[2]。
- 2005年9月 - ディーラーで新車を購入するユーザー向けに「ジー・ワン マルチローン」の販売を開始[3]。
- 2006年6月 - 三井住友カードとの加盟店開放提携により、中古車業界初となる自社クレジットカード「キャリストVISAカード」の発行を開始[4]。
- 2007年6月 - あいおい損害保険株式会社より、モータービジネス代理店最高種別となる「J特級」の認定を受ける[5]。
- 2010年2月 - 「キャリストVISAカード」の取扱終了を発表[6]。
- 2010年3月 - SBI債権回収サービス株式会社を譲受人とする、クレジットカード事業債権の譲渡契約を締結[7]。
- 2010年3月 - 子会社であるジー・ワンクレジットについて、全株式をSBIホールディングスへ譲渡する事で基本合意[8][9]。
- 2011年3月 - ガリバーグループの組織改編に伴い、保険代理店事業を新会社「株式会社ガリバーインシュアランス」へ移管[10]。